# Parc urbain de la Concorde
Le parc urbain de la Concorde est une infrastructure sportive temporaire érigée sur la place de la Concorde, à Paris, en France, afin d'accueillir les épreuves des sports urbains des Jeux olympiques d'été de 2024. Elle compte quatre installations principales : La Concorde 1 pour le basket-ball à trois, La Concorde 2 pour le BMX freestyle, La Concorde 3 pour le skateboard street et La Concorde 4 pour le skateboard park,. Nouveau sport olympique, le breakdance est également disputé sur le site dans La Concorde 1.
Lors des Jeux paralympiques d'été de 2024, le parc est réorganisé pour accueillir la cérémonie d'ouverture.